# Andrea Covell
Andrea Covell (* 15. Juli 1953 in Elkhart, Indiana) ist eine US-amerikanische Schauspielerin.

## Leben
Covell besuchte das Grand Valley State College in Allendale, Michigan und kam dabei zum ersten Mal in College-Produktionen mit dem Schauspiel in Kontakt. 1978 zog sie nach Los Angeles und nahm dort Schauspielunterricht. In den 1980er Jahren hatte sie Gastrollen in einigen Fernsehserien. Ihre bekannteste Rolle hatte sie dabei als Jody in der Fernsehserie ALF. Bei über 20 Folgen dieser Serie war sie zudem Produktionsassistentin. Sie setzte ihre Schauspiel-Karriere dann aus, um Psychologie zu studieren, und arbeitete in den Personalabteilungen verschiedener Kanzleien.
Ende der 1990er Jahre entschied sie sich zu einem „Comeback“ als Theaterschauspielerin und war unter anderem im Friends and Artists Theatre Hollywood in den Musicals Blue Country und Three Penny Opera zu sehen. Mit dem East Theatre Ensemble spielte sie in mehreren Produktionen und war auch im Direktorium des Theaters tätig. Seit 2002 ist Covell im Ensemble des West Coast Theatre, für das sie seit 2004 auch als Managerin tätig ist.

## Filmografie
- 1985: Simon & Simon (Fernsehserie, eine Folge)
- 1986, 1988: ALF (Fernsehserie, drei Folgen)
- 1988: Die besten Jahre (Thirtysomething, Fernsehserie, eine Folge)
- 1990: L.A. Law – Staranwälte, Tricks, Prozesse (L.A. Law, Fernsehserie, eine Folge)
- 2016: Future Boyfriend (Kurzfilm)

## Theater
- Blue Country (Friends and Artist Theatre)
- Three Penny Opera (Friends and Artist Theatre)
- The Disenchanted (East Theatre)
- Four Legs Good (East Theatre)
- Dead End at Sunset (East Theatre)
- Savage in Limbo (East Theatre)
- Greetings! (West Coast Theatre)
- Five Tellers Dancing in the Rain (West Coast Theatre, 2003)
- Floyd Collins[2] (West Coast Theatre, 2005)
- World goes round (West Coast Theatre, 2006)
- Assassins[3] (West Coast Theatre, 2008)